# Old Fresno Water Tower
De Old Fresno Water Tower is een watertoren in de stad Fresno in de Amerikaanse staat Californië. Hij is ontworpen door George Washington Maher en in 1894 voltooid. Hij bleef tot 1963 als zodanig in gebruik. Het bouwwerk is opgenomen in het National Register of Historic Places en is sinds 2001 in gebruik als bezoekerscentrum.

## Geschiedenis
In 1891 gaf men de uit Chicago afkomstige architect George Washington Maher de opdracht om een nieuwe watertoren voor Fresno te ontwerpen. Zijn ontwerp werd beïnvloed door de Grote brand van Chicago. Hierbij ging het gebouw van de publieke bibliotheek in vlammen op, waarna de bibliotheek tijdelijk werd ondergebracht in de watertoren, die de brand wel overleefde. In Mahers oorspronkelijke ontwerp zou er een bibliotheek in het gebouw worden ondergebracht. Deze moest op de eerste en tweede verdieping komen, maar van zowel de bibliotheek als de tweede verdieping kwam niets terecht. De watertoren werd in 1894 voltooid en bleef tot 1963 in gebruik; de pompinstallatie voldeed namelijk niet meer.
In 1971 nam men de Old Fresno Water Tower op in het National Register of Historic Places en in 1972 benoemde de American Water Works Association (AWWA) de watertoren tot een American Water Landmark.
Op de begane grond heeft een aantal jaren een parkeermeterreparateur gezeten. De toren werd in 2001 omgebouwd tot een bezoekerscentrum voor de stad Fresno en Fresno County, waarbij men de eerste verdieping verwijderde.

## Ontwerp
De toren is zo'n 33 meter hoog en het waterreservoir kan een inhoud van 950 kubieke meter kwijt. Tussen de buitenmuur van 36 cm en de binnenmuur van 61 cm zit een lege ruimte van 91 cm. Het geheel is opgetrokken in neoromaanse stijl, waarbij de bakstenen aan de buitenkant geverfd zijn.